# Trägermenge
Die Trägermenge ist ein Begriff der abstrakten Algebra. Als Trägermenge {\displaystyle A} bezeichnet man die Menge, aus der mit Hilfe einer Menge von Verknüpfungen und/oder Relationen eine mathematische Struktur {\displaystyle {\mathfrak {A}}} gebildet wird; in der Praxis handelt es sich meist um algebraische Strukturen. Die Struktur hat im Allgemeinen die Form eines Tupels
{\displaystyle {\mathfrak {A}}=\left(A;(f_{i})_{i\in I},(R_{j})_{j\in J}\right)}
mit einer Familie von Verknüpfungen {\displaystyle (f_{i})_{i\in I}} und einer Familie von Relationen {\displaystyle (R_{j})_{j\in J}} (eine nullstellige Verknüpfung ist eine Konstante).
Meistens benennt man die Struktur nach ihrer Trägermenge. Dies macht es aber oft notwendig die Struktur so zu kennzeichnen, dass einerseits die Zugehörigkeit zur Trägermenge erkennbar ist und andererseits beide Bezeichnungen nicht verwechselt werden können.

## Beispiel
Ein Beispiel einer Trägermenge ist die Menge {\displaystyle G}, aus der die Elemente einer Gruppe {\displaystyle (G;\circ ,e)} stammen.
Mögliche Arten der Notation sind:
- Fettschrift: {\displaystyle \mathbf {G} =(G;\circ ,e),}
- kalligraphische Symbole: {\displaystyle {\mathcal {G}}=(G;\circ ,e),}
- Fraktur: {\displaystyle {\mathfrak {G}}=(G;\circ ,e),}
- Unterstrichen: {\displaystyle {\underline {G}}=(G;\circ ,e).}